# Mexico City WCT 1982
Il Mexico City WCT 1982  è stato un torneo di tennis giocato sulla terra rossa. È stata la 6ª edizione del Mexico City WCT,che fa parte del World Championship Tennis 1982. Si è giocato a Città del Messico in Messico, dal 19 al 25 gennaio 1982.

## Campioni

### Singolare
Tomáš Šmíd ha battuto in finale  John Sadri con il punteggio di 3–6 7–6 4–6 7–6 6–2

### Doppio
Sherwood Stewart /  Ferdi Taygan hanno battuto in finale  Tomáš Šmíd /  Balázs Taróczy con il punteggio di 6–4, 7–5